# Cratere Crookes
Crookes è un cratere lunare di 48,25 km situato nella parte sud-orientale della faccia nascosta della Luna, appena a sud-ovest del grande cratere Korolev. Più a sud-ovest si trova il cratere McKellar.
Il bordo di questo cratere ha un'albedo relativamente elevata, rispetto alla norma delle formazioni lunari, e si trova al centro di una raggiera. Il materiale della raggiera forma un tappeto quasi continuo fino a circa un diametro di distanza dal bordo, dove si suddivide in raggi ed in una moltitudine di macchie isolate. La raggiera si estende per diverse centinaia di chilometri, fino ad invadere una parte cospicua del bacino di Korolev. 
Crookes ha un margine affilato e non mostra segni sostanziali di erosione, caratteristiche che ne suggeriscono un'età relativamente giovane. Le pendici interne sono abbastanza ampie e mostrano segni di frane verso l'interno. Appena ad est del centro si trova un modesto picco centrale.
Il cratere è dedicato al chimico e fisico britannico William Crookes

## C.rateri correlati
Alcuni crateri minori situati in prossimità di Crookes sono convenzionalmente identificati, sulle mappe lunari, attraverso una lettera associata al nome.
| Crookes | Coordinate             | Diametro (in km) |
| ------- | ---------------------- | ---------------- |
| D       | 9°36′00″S 163°16′48″W  | 40,14            |
| P       | 11°38′24″S 165°40′48″W | 20,38            |
| X       | 7°07′48″S 166°40′48″W  | 22,54            |